# Catherine Ritz
Catherine Ritz est une climatologue et géographe française, spécialisée en glaciologie.

## Formation
Elle obtient sa maîtrise de physique en France en 1975. Elle présente sa thèse de doctorat de 3e cycle en 1980 à l'université Joseph-Fourier de Grenoble et celle de doctorat d'État en 1992 ayant pour titre : Un modèle thermomécanique d'évolution pour le bassin glaciaire antarctique Vostok - glacier Byrd : sensibilité aux valeurs des paramètres mal connus.

## Carrière
Elle est directrice de recherche au Centre national de la recherche scientifique (CNRS), et a effectué sa carrière au Laboratoire de Glaciologie et Géophysique de l'Environnement (LGGE) devenu Institut des géosciences de l’environnement (IGE) et localisé sur le campus de l'université Grenoble-Alpes à Saint-Martin-d’Hères,.
Ses recherches portent sur la modélisation de l'évolution de la calotte polaire. À l'aide de modèles numériques qu’elle a spécifiquement développés, elle étudie les modifications apparaissant dans les calottes glaciaires et les plateaux de l'Antarctique et du Groenland, à partir des carottages et de l'étude de la glacio-isostasie. Elle publie plus de 70 articles. Sa contribution la plus importante est publiée dans un article de la revue Nature en décembre 2015. L'article, basé sur une recherche menée par elle-même et Tamsin Edwards de l'université ouverte, décrit la création de modèle basés sur des données satellites pour examiner l'impact potentiel de la fonte totale de la banquise antarctique sur le niveau de la mer.
À l'aide de démarches plus globales que celles utilisées dans les études précédentes, l'équipe a constaté que la disparition des glaces de l'Antarctique ont des conséquences importantes sur le niveau de la mer (jusqu'à 50 centimètres d'ici 2100), mais que les effets ne seraient probablement pas aussi dramatiques que ce que d'autres études avaient prédit,.
L'équipe a constaté que le résultat le plus probable serait une hausse du niveau des mers de 10 à 20 cm d'ici 2100, en supposant une augmentation moyenne des gaz à effet de serre, et qu'une augmentation de plus de 30 cm aurait très peu de chance de se produire.
Catherine Ritz joue également un rôle de premier plan dans les efforts internationaux pour la surveillance les glaces de l'Antarctique et dans une meilleure compréhension des changements climatiques. Elle est également présidente du Comité scientifique pour la recherche en Antarctique (SCAR),
membre au sein du SCAR, du programme de recherche scientifique sur le changement climatique de l'Antarctique au cours du 21e siècle, mais aussi membre du conseil consultatif international de l'inlandsis dans l'équipe des modélisateurs de la BRITICE-CHRONO, étudiant l'influence de la fonte de l'inlandsis.
Catherinne Ritz est partie quatre fois en mission au cœur de l'Antarctique, sur la base franco-italienne Concordia, notamment dans le cadre d'un projet de recherche de la glace la plus ancienne sur Terre par le moyen de la sonde "subglacior". Elle est coordinatrice des tâches de prospection géophysique dans le projet Beyond EPICA - Oldest Ice, suite du projet EPICA qui a permis de recueillir des échantillons vieux de 800 000 ans. Le 13 décembre 2019, le choix du site de forage  permettant d'étudier l'histoire climatique des 1,5 million d'années écoulées a été acté.

## Distinctions
En 2020, elle reçoit le Prix international Seligman Crystal pour ses recherches en paléoclimat et dynamique des calottes polaires, en particulier en modélisation numérique des calottes.